# Gleisberg (Spessart)
Der Gleisberg ist ein 352 Meter hoher Berg im Spessart bei Geiselbach im Landkreis Aschaffenburg in Bayern.

## Geographie
Er liegt nordöstlich von Geiselbach auf der Gemarkung Geiselbacher Forst, die bis 2014 gemeindefreies Gebiet war. Der langgezogene Berg hat zwei etwa 540 m voneinander entfernt liegende Gipfel, Vorderer (352 m) und Hinterer Gleisberg (336 m). Über den Vorderen Gleisberg führt die Birkenhainer Straße. Im Süden und Osten des Gleisberges verläuft die Staatsstraße 2306. Westlich liegt der Kreuzberg, im Norden grenzt der Rochusberg (333 m) und im Nordosten dominieren Franzosenkopf und Hoher Berg. Ein Quellbach des Näßlichbaches entspringt am Vorderen Gleisberg.